# Ulterior Motives (canción)
«Ulterior Motives» es una canción pop de Christopher Saint Booth y Philip Adrian Booth, grabada en algún momento antes de 1986. Ganó popularidad en línea después de que un fragmento de diecisiete segundos de la canción, en ese momento no identificada, se publicara en un blog en octubre de 2021. Inicialmente, los usuarios se referían a dicho fragmento como «Everyone Knows That» (a menudo abreviado como EKT), o «Ulterior Motives», ambos refiriéndose a la letra escuchada en el fragmento.
La sección de la canción fue subida al sitio web de identificación de canciones WatZatSong en 2021 por el usuario español carl92. El usuario afirmó haber descubierto la grabación entre archivos en una copia de seguridad de un DVD antiguo y especuló que era un audio de prueba que sobró de cuando estaba aprendiendo a grabar audio. Desde que se subió en 2021, los usuarios buscaron la canción completa e información sobre su origen y artista. En febrero de 2024, The Guardian lo calificó como «uno de los misterios musicales más grandes y duraderos de Internet». En abril de 2024, los usuarios de Reddit identificaron la canción, incluido su nombre y sus creadores. La fuente de la canción fue descubierta dentro de la película pornográfica Angels of Passion, estrenada en 1986.
El 22 de junio de 2024, los creadores de la canción, publicaron un remake de la misma, usando los pocos instrumentos que habían encontrado hasta ese momento, y la lanzaron en un álbum llamado "Ulterior Motives: The Lost Album", el cual incluía algunas otras canciones ineditas de los 80's.

## Historia
El 7 de octubre de 2021, el usuario carl92 subió un fragmento de diecisiete segundos de la canción a WatZatSong para pedir ayuda para identificarla. Lo etiquetó como «mediados de los 80, mala calidad. (Everyone Knows That)» y afirmó que «descubrí esta muestra entre un montón de archivos muy antiguos en una copia de seguridad de DVD. Probablemente estaba aprendiendo a capturar audio y esto fue lo que quedó». Aunque la canción era inicialmente desconocida cuando se publicó el fragmento, se teorizó que había sido grabada en la década de 1980 debido a sus «similitudes estilísticas» con la música pop de esa época. Desde entonces, se ha convertido en la «publicación más infame y persistente» de WatZatSong, y ha recibido la mayor cantidad de comentarios desde el lanzamiento de WatZatSong en 2006.
La canción ganó popularidad en línea a finales de 2022 y 2023, y en junio de 2023 se lanzó un subreddit dedicado a encontrar la canción y a su artista. El 7 de enero de 2024, dos miembros del subreddit fueron entrevistados por la cadena de televisión francesa TF1.

## Búsqueda en línea
La búsqueda de la canción inicialmente tardó en popularizarse, pero con el tiempo ganó seguidores dedicados. Las fuentes teorizadas para la canción incluyeron una transmisión de MTV de la década de 1990, una pieza musical de producción o un jingle comercial; los artistas teorizados incluyeron a Roxette, Savage Garden y Jason Paige. En agosto de 2023, los buscadores encontraron una canción registrada con el nombre «Ulterior Motives» en la base de datos de música canadiense SOCAN con los nombres de Booth, Christopher David y Booth, Philip.
A finales de febrero de 2024, los usuarios intentaron contactar a un cantante llamado White Mike Johnny Glove, que tiene una voz sorprendentemente similar a la de la grabación. Se teorizó que la caja de ritmos LinnDrum y el sintetizador Yamaha DX7 se utilizaron a lo largo de la canción, por lo que lo más probable era que la fecha de lanzamiento fue posterior a 1983. Algunos usuarios crearon reconstrucciones del fragmento original para tener una idea de cómo podría ser la canción completa. Algunos otros creían que la canción no era más que un engaño por parte de un trol de internet.
El 28 de abril de 2024, los usuarios de Reddit identificaron la canción, incluido su nombre y artistas. Se descubrió que la fuente de la canción era la película pornográfica de 1986 Angels of Passion. El 29 de abril de 2024, uno de los artistas, Christopher Saint Booth, posteó públicamente en Instagram sobre el descubrimiento de la fuente de la canción y los artistas.